# 6522 Aci
A 6522 Aci (ideiglenes jelöléssel 1991 NQ) a Naprendszer kisbolygóövében található aszteroida. Eleanor F. Helin fedezte fel 1991. július 9-én.